# کبورگ
کبورگ (به انگلیسی: Cobourg) یک منطقهٔ مسکونی در کانادا است که در شهرستان نورث‌آمبرلند، انتاریو واقع شده‌است. کبورگ ۱۹٬۴۴۰ نفر جمعیت دارد.

## خواهرخوانده
شهرهای تیرانا و کوبورگ خواهرخوانده‌های کبورگ هستند.